# Kostja Mushidi
Kostja Mushidi, né le 18 juin 1998 à Uccle en Belgique, est un joueur allemand de basket-ball.

## Biographie
Mushidi, l'un des meilleurs joueurs de sa génération est recruté par Strasbourg à l'été 2015 où joue déjà son ami Frank Ntilikina. En raison du quota sur les joueurs non-formés localement, il ne peut jouer qu'une seule rencontre avec l'équipe professionnelle,. Il évolue cependant dans le championnat Espoirs où il marque 17,2 points de moyenne en 23 rencontres. Il quitte la SIG pour rejoindre le KK Mega Leks en juin 2016, club dans lequel beaucoup de jeunes joueurs se font connaître.
En mars et avril 2016, Mushidi participe au Tournoi Albert-Schweitzer avec l'équipe d'Allemagne des 18 ans et moins. L'Allemagne remporte le tournoi pour la première fois et Mushidi est nommé meilleur joueur du tournoi.
En mars 2017, il s'inscrit à la draft 2017 de la NBA mais retire finalement sa candidature.
En février 2019, Mushidi rejoint l'OKK Belgrade.